# Polylepta nigella
Polylepta nigella är en tvåvingeart som beskrevs av Oskar Augustus Johannsen 1910. Polylepta nigella ingår i släktet Polylepta och familjen svampmyggor.
Artens utbredningsområde är Washington. Inga underarter finns listade i Catalogue of Life.